# Hotel Imperial
Hotel Imperial – amerykański film niemy z 1927. Oparty na spektaklu o tym samym tytule autorstwa Lajosa Bíró z 1917. Akcja dzieje się w trakcie I wojny światowej.

## Obsada
- Pola Negri jako Anna Sedlak
- James Hall jako porucznik Paul Almasy
- George Siegmann jako generał Juschkiewitsch
- Max Davidson jako Elias Butterman
- Michael Vavitch jako Tabakowitsch
- Otto Fries jako Anton Klinak
- Nicholas Soussanin jako Baron Fredrikson
- Golden Wadhams jako major general Sultanov